# Лютик Мірча Савович
Мірча Савович Лютик (нар. 29 травня 1939, с. Йорданешти колишнього Глибоцького району Чернівецької обл. — 17 вересня 2020, Чернівці) — український румунськомовний письменник.
Закінчив Чернівецьке педагогічне училище та історико-філологічний факультет Кишинівського університету.
Нагороджений орденом Румунії «Вірність обов'язку» та медаллю Президента Румунії. Працював літредактором газети румунської національної меншини в Україні «Конкордія» («Злагода»).
Писав румунською мовою. Автор збірок поезій «Вітчизна світла», «Сторожове вікно», «Життєдайність», «Суть», «Відлуння вогню», «Таємничий пілігрим», «Мить благословенна», книжки для дітей «Має осінь трьох синів…», книги публіцистики «У сузір'ї слова».
Переклав твори А. Упіта, Ф. Бевке, Е. Сінклера, О. Гончара, А. Мухтара, Ф. Достоєвського, І. Тургенєва, М. Лермонтова, В. Земляка, А. Чехова, М. Шолохова, В. Колодія Л. Толстого, П. Палія та ін.
Лауреат премій Спілки письменників Молдови, Міжнародної премії імені І. Франка, премій імені Д. Загула, імені Мірчі Стреїнул та імені С. Воробкевича.